# Remigia megas
Remigia megas är en fjärilsart som beskrevs av Achille Guenée 1852. Remigia megas ingår i släktet Remigia och familjen nattflyn. Inga underarter finns listade.